# Терпни
Терпни (грч. Τερπνή) је насељено место у општини Висалтија у периферији Средишња Македонија, Грчка. Према попису из 2021. године било је 1.593 становника.
Према бугарском географу и историчару, Василу Канчову, у Терпнију је 1900. године живело 500 Грка и 460 Турака. Године 1924. турско становништво је принудно исељено у Турску а на њихово место су насељене грчке избегличке породице, укупно 461 особа. На попису из 1928. године Терпни је имао 2.044 становника. Село се раније звало Черпишта.